# Muntkabinet van de universiteit van Uppsala

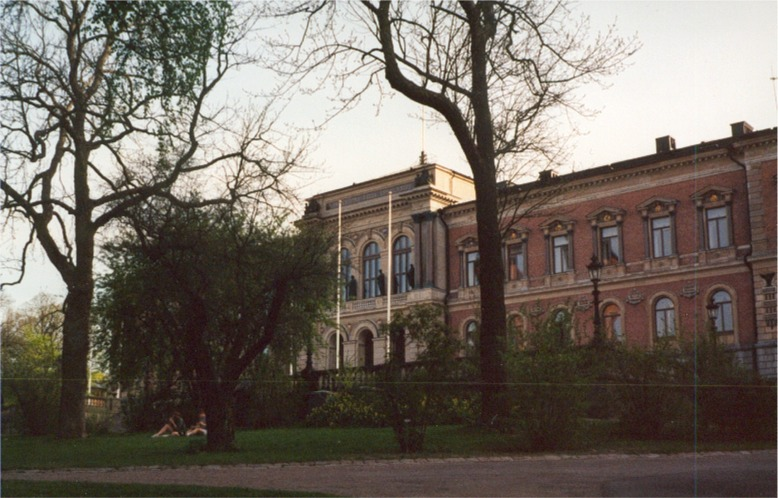
Hoofdgebouw van de universiteit van Uppsala

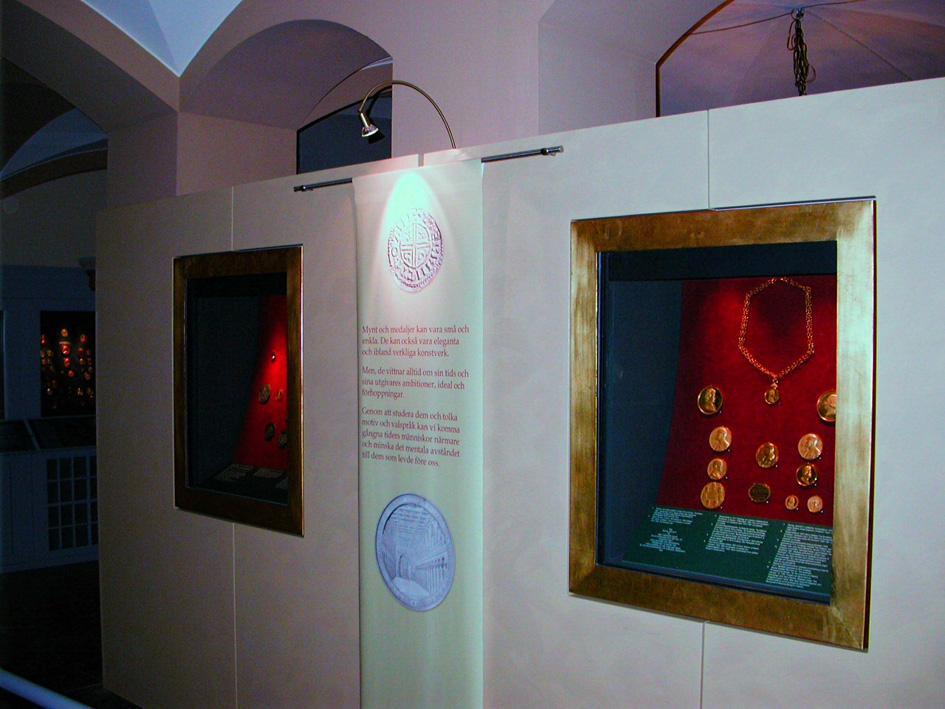
Het Muntkabinet

Het Muntkabinet van de universiteit van Uppsala is een van de belangrijkste publieke munt- en penningverzamelingen van Zweden. Het bevindt zich in het hoofdgebouw van de Universiteit van Uppsala.
De geschiedenis van de collectie gaat terug tot in de 17e eeuw. De verzameling bestaat momenteel uit bijna 40.000 objecten.